# Fibromyalgi
Fibromyalgi (latin: fibro-, "vävnad", grekiska: μυώ, myo-, "muskel", grekiska: άλγος, algos-, "smärta", syftande på muskel- och vävnadssmärta) eller fibromyalgisyndrom är ett medicinskt syndrom som främst kännetecknas av långvarig smärta och allodyni i så mån att relativt lätta tryck uppfattas som smärta. Fibromyalgipatienter har ofta också andra symptom, såsom sömnsvårigheter, trötthet och stelhet. 
Typiskt för fibromyalgi är att smärtmaximum migrerar mellan olika kroppsdelar och att smärtan även varierar från dag till dag. Patienterna har framförallt ont i muskler och muskelfästen, men kan även ha ledsmärta. En tredjedel av dem som har fibromyalgi har spontana uppehåll i smärtan.
Fibromyalgi uppskattas drabba 2–4 procent av befolkningen; omkring 9 av 10 drabbade är kvinnor. Det finns inget erkänt botemedel mot fibromyalgi, men vissa behandlingar har genom klinisk prövning visat sig vara effektiva för att reducera symptom, inklusive psykologiska eller beteendemässiga terapier, medicin, patientutbildning och fysisk motion.

## Etiologi och patofysiologi
Fibromyalgi är ett idiopatiskt syndrom med okänd eller oklar orsak. Smärtan vid fibromyalgi bedöms vara nociplastisk vilket kännetecknas av en förändrad nociception (men utan tecken på verklig eller hotande vävnadsskada, respektive utan sjukdom eller skada i det somatosensoriska systemet).

### Andra teorier
På grund av avsaknaden av abnormaliteter vid fysisk undersökning och avsaknaden av objektiva diagnosiska tester har diagnosen varit helt eller delvis ifrågasatt.  Tidigare har sjukdomsbilden ofta ansetts psykosomatisk och patienterna fick ibland etiketten SVBK i journalen.
Orsaker både i muskler, centrala nervsystemet och neuroendokrina störningar i det sympatiska nervsystemet har föreslagits. Hos upp till 80% av patienterna börjar smärtan lokalt och det har föreslagits att fibromyalgi utvecklas som en följd av att mångårig lokal smärta stör hjärnans smärtfiltrerande centra som då inte längre filtrerar "brussignaler" i nervsystemet som därför registreras av hjärnan som smärta.  Flera hjärnscanningsstudier har visat bevis för möjliga neurologiska skillnader hos personer med fibromyalgi och friska kontrollpersoner, men enbart som korrelation och inte kausalitet. Fibromyalgi anses kunna orsakas av utdragen och/eller allvarlig stress under barndomen eller vuxenlivet.
En term som lanserats för att komma ifrån idén att fibromyalgi skulle vara psykosomatisk är att det är en neurosomatisk sjukdom, alltså orsakad av nervsystemet snarare än i ett samspel mellan psyket och kroppens funktioner.. Fibromyalgi är oftare än hos andra grupper av patienter som lider av långvarig smärta kopplad till posttraumatiskt stressyndrom (PTSD), men det finns även kopplingar mellan fibromyalgi och andra psykiska sjukdomar som depression och ångestsyndrom. Förekomsten av fibromyalgi hos patienter med de reumatiska diagnoserna RA och SLE är ungefär 10 gånger högre än hos normalbefolkningen.  Samsjukligheten i andra svårdefinierade och ifrågasatta sjukdomar såsom kroniskt trötthetssyndrom och multipel kemisk känslighet är hög.

## Diagnostik och symtombild
Fibromyalgi är ett kliniskt syndrom där diagnosen ställs enligt kriterier fastställda av American College of Rheumatology. Blodprover och generell klinisk undersökning har inget värde för att fastställa diagnosen, men är i regel nödvändiga för differentialdiagnostik. 

Kriterier för att ställa diagnosen fibromyalgi enligt ACR 90 är:
- utbredd smärta som varat i minst tre månader
- smärta i alla fyra kvadranter (vänster och höger sida av både över- och underkropp)
- smärta vid tryck motsvarande 4N/cm2 på minst 11 av 18 särskilt definierade punkter.[3]

75 procent av de drabbade har sömnstörningar och 70 procent lider av så uttalad trötthet att detta är ett lika stort problem som smärtan. 70 procent av patienterna känner sig stela på morgonen. Vid svår fibromyalgi kan man även se kognitiva symptom som koncentrationssvårigheter, minnessvårigheter och svårigheter att hantera stress. Förutom muskelvärk kan värken även finnas i lederna. Även symptom som dysfagi (svårigheter att svälja) förekommer liksom magproblem och problem med urinblåsan och parestesier (domningar och stickningar).

## Behandling

### Behandlingsansvar
Enligt svensk praxis diagnosticeras och behandlas fibromyalgi i primärvården. Kontakt med specialistvårdsmottagning inom reumatologi eller neurologi anses därför inte indicerat annat än vid komplicerade differentialdiagnostiska överväganden. Remiss till multimodalt smärtteam kan vara indicerat om smärtan trots försök med sedvanlig behandling ger betydande funktionsnedsättning i vardagen.

### Terapimetoder
Det finns ingen tillförlitlig botande behandling enligt nuvarande vetenskap och beprövad erfarenhet. SBU publicerade 2021 en systematisk översikt av befintlig forskning som visade att det saknas tillräckligt många välgjorda studier med långtidsuppföljning för att bedöma sannolikheten att olika behandlingar ger varaktig förbättring vid fibromyalgi. Enligt översikten går det inte att vetenskapligt avgöra om olika behandlingar är effektiva och hur effektiva de i så fall är.
Grundbulten i behandlingen är att företa adekvat utredning, ge patienten information och att ha ett empatiskt förhållningssätt. Utöver det kan flera terapeutiska metoder vara till nytta:

#### Läkemedelsbehandling
Behandling med lågdos av tricykliska antidepressiva (förslagsvis amitriptylin) i upptrappningsschema kan ge minskad smärta och lindra sömnrubbning. Amitriptylin har indikation för neuropatisk smärta och kan vara verksamt oavsett psykiatrisk samsjuklighet. Behandling med SNRI (t. ex. duloxetin) för patienter utan samsjuklighet har ansetts mer tveksam och det har föreslagits att den ska förbehållas patienter som genomgår multimodal smärtbehandling. SBU:s systematiska översikt 2021 visade att för två läkemedel, duloxetin och pregabalin, skattar patienter själva i studier att de förbättrats efter 3 månaders behandling, att duloxetin kan minska smärtpåverkan, depression och fatigue samt att pregabalin kan minska fibromyalgisymtom och smärtintensitet samt förbättra sömnkvalitet efter 3 månader. Vanliga receptfria värktabletter som paracetamol och NSAID har tveksam effekt mot fibromyalgismärtor, men kan med fördel användas av fibromyalgipatienter som drabbas av vanlig nociceptiv smärta.

#### Fysioterapi, träning och kost
Fysioterapi betraktas som en del i behandlingen av fibromyalgi. Fysioterapeutisk behandling har i randomiserade kontrollerade studier visat potential att minska smärta, öka funktionsgrad och livskvalitet. Utöver fysioterapi anses det bra om patienten har en tillräckligt hög aktivitetsnivå i vardagen och inte ägnar sig åt överdrivet undvikande av aktivitet eftersom ett sådant stört smärtbeteende på sikt kan leda till paradoxal smärtökning. Ansträngningsgraden kommer dock att begränsas vid både fysioterapi och vanlig fysisk aktivitet och måste individanpassas till patienten.
En litteratursökning från 2019 gjord av svenska SBU fann flera systematiska översikter som beskrev ett mycket begränsat forskningsläge gällande effekten av kost vid fibromyalgi och behandling av fibromyalgi. Kostbehandling och dietistkontakt är dock indicerat vid samsjuklighet i IBS

#### Psykoterapi
Kontakt med psykolog eller psykoterapeut kan vara indicerat särskilt vid psykiatrisk samsjuklighet, men även annars beroende på patientens situation. Både kognitiv beteendeterapi (KBT) och acceptance and commitment therapy (ACT) kan ha effekt mid långvarig smärta.

#### Smärtskola och multimodal smärtrehabilitering
Program som tidigare benämndes smärtskola, men idag oftare kallas multimodal smärtrehabilitering kan vara indicerade vid uttalad eller terapiresistent fibromyalgi. Vid multimodal rehabilitering samlar man olika personalkategorier: läkare, sköterska, fysioterapeut, arbetsterapeut och psykolog eller psykoterapeut. Tanken är att samordna insatserna kring patienten. Evidensläget kring de enskilda insatserna är gott, och en systematisk översikt från SBU år 2021 visade att  hälsoeffekterna vid långvarig smärta av multimodala och interdisciplinära behandlingar är jämförbara med andra insatser – och kan vara mer effektiva.
Multimodala behandlingsprogram innehåller ofta fysisk träning med låg intensitet, exempelvis träning i varmvattenbassäng och ergonomisk träning, kroppskännedomsövningar exempelvis ur Feldenkraismetoden eller metoden basal kroppskännedom, och KBT/ACT Programmens olika komponenter syftar förutom den rena kroppsrörelsen till att lära sig leva på ett sådant sätt att man minskar den smärta som alstras och att mentalt hantera sin smärta.

### Prognos
Eftersom fibromyalgi är ett syndrom med okänd orsak och utan möjlighet till objektiv testning är det svårt att ge patienten någon prognos angående sjukdomens förlopp. Enskilda vetenskapliga fallrapporter har rapporterat om patienter där sjukdomen gått i remission, men det är att betrakta som undantagsfall.